# 親衛隊特務曹長
親衛隊特務曹長とは（しんえいたいとくむそうちょう）とはドイツ語の SS-Sturmscharführer の訳語の一つである。
英米の研究書では訳さず原文を用いるが、敢えて訳す場合には陸軍の階級呼称を利用して SS-Sergeant Major と訳される。
日本語では親衛隊中隊付曹長、親衛隊曹長、親衛隊准尉などと訳される場合もある。
この階級は武装SSのみに存在し、アルゲマイネSSには存在しない。
親衛隊上級軍曹の上、親衛隊少尉の下に位置する。

襟章
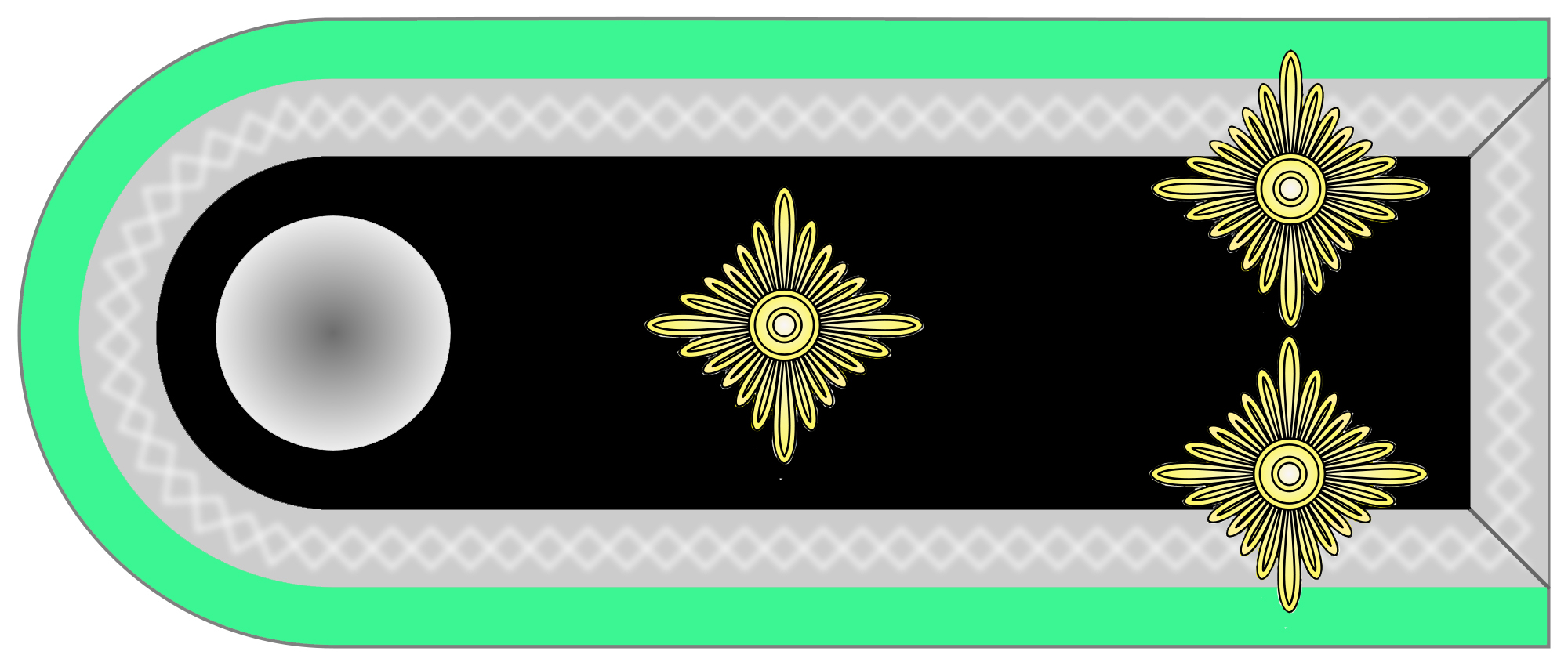
肩章
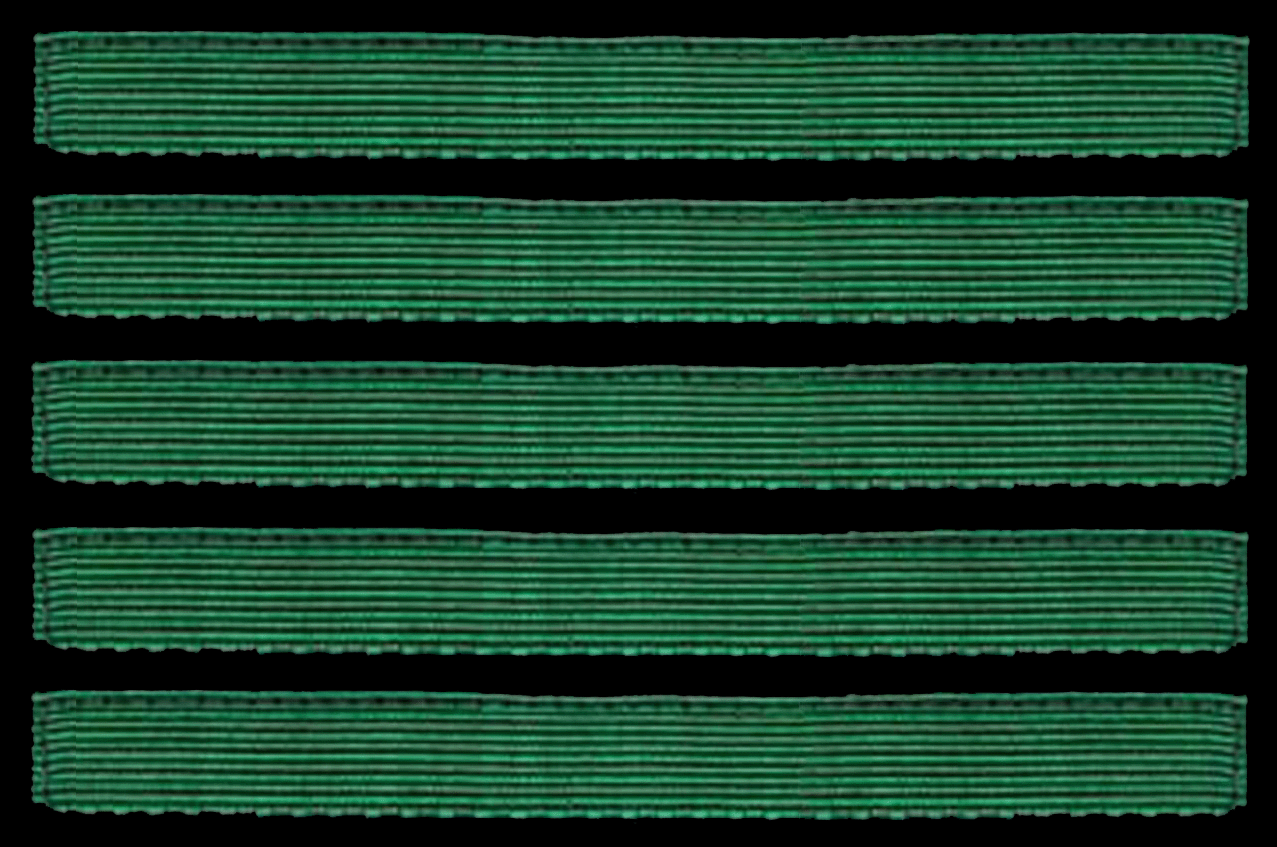
迷彩服の階級章

## 知られている親衛隊曹長
- ハインリヒ・ヴィッカー（de:Heinrich Wicker）、ダッハウ強制収容所最後の所長。ダッハウの解放後、連合軍の私刑によって殺害された。(ダッハウの虐殺)